# 432年
| 千纪： | 1千纪                                                                                           |
| 世纪： | 4世纪 \| 5世纪 \| 6世纪                                                                         |
| 年代： | 400年代 \| 410年代 \| 420年代 \| 430年代 \| 440年代 \| 450年代 \| 460年代                       |
| 年份： | 427年 \| 428年 \| 429年 \| 430年 \| 431年 \| 432年 \| 433年 \| 434年 \| 435年 \| 436年 \| 437年 |
| 纪年： | 壬申年（猴年）；北魏延和元年；北凉義和二年；北燕太兴二年；南朝宋元嘉九年；赵广泰始元年          |

## 大事记
- 司徒王弘去世，劉義康開始獨領朝政。
- 吐谷渾將胡夏政權的末代皇帝赫連定獻給北魏，北魏則將赫連定斬殺。
- 匈人帝國被盧阿統一。

## 逝世
- 王弘，東晉末官員，亦是劉宋的開國功臣，在劉宋官至太保。東晉丞相王導曾孫，衞將軍、東亭侯王珣之子。
- 5月13日——赫连定，十六國時期胡夏政權的末代皇帝。